# Jacqueline amb gos afgà
Jacqueline amb gos afgà o Dona amb gos és una pintura a l'oli realitzada per Pablo Picasso.

## Història
Picasso es va assabentar de la riuada del Vallès Occidental del 1962 per la televisió mentre vivia a Notre-Dame-de-Vie a Mougins, a França. De seguida va trucar a Barcelona i va pensar que donaria un dels seus quadres per una subhasta benèfica, i amb els beneficis ajudaria als daminificats per la riuada. Li va demanar a Ana María Torra, muller de l'editor Gustavo Gili, anés a França acompanyada d'Elvira Farreras - dona del galerista Joan Gaspar- a buscar el quadre.
El gest de Picasso va marcar tendència i d'altres artistes com Joan Miró, Salvador Dalí, Antoni Tàpies, Georges Braque, Marc Chagall, Fernand Léger, Antoni Clavé, Modest Cuixart, Antoni Cumella o Joan-Josep Tharrats també van donar obra seva. En total es van reunir 204 obres, que entre l'1 i el 6 de desembre del 1962 van ser exposades a les naus gòtiques l'Hospital de la Santa Creu de Barcelona de Barcelona. Va ser la Diputació de Barcelona qui es va encarregar de gestionar la subhasta. Fou el mateix Picasso qui comprà el seu propi quadre, per un import de 3,5 milions de pessetes de l'època. Alexandre Cirici va ser qui va portar el quadre de nou cap a la casa de Picasso a França.
El quadre de Miró es deia Dona en la nit (venut per 4 milions) i el de Dalí, El Crist del Vallès, que va ser adquirit per 1,5 milions pel matrimoni de Giuseppe y Mara Albaretto, després d'una puja amb representants de El Corte Inglés.

## Descripció
A l'obra es pot veure a Jacqueline asseguda en una cadira marró amb un gos blanc a la seva faldilla. Elvira Farreras comenta al seu llibre que es tracta d'un dàlmata però en un catàleg del Museu Picasso dels anys 90 s'informa que es tracta d'un gos afgà. El fons és un degradat de color verd clar i l'obra pertany a l'etapa cubista del pintor malagueny.

## Exposicions
- 1962- Galerie Leiris de París
- Anys 90- Museu Picasso de Barcelona[1]